# Chethan Balasubramanya
Chethan Balasubramanya (* 18. August 1992) ist ein indischer Hochspringer.

## Sportliche Laufbahn
Erste internationale Erfahrungen sammelte Chethan Balasubramanya bei der Sommer-Universiade 2013 in Kasan, bei der er mit 2,05 m in der Qualifikation ausschied. 2017 belegte er bei den Asienmeisterschaften in Bhubaneswar mit einem Sprung über 2,20 m Rang fünf. 2018 nahm er erstmals an den Asienspielen in Jakarta teil und wurde dort mit 2,20 m Achter. Im Jahr darauf gewann er bei den Südasienspielen in Kathmandu mit einer Höhe von 2,14 m die Silbermedaille hinter seinem Landsmann Sarvesh Anil Kushare und Mahfuzur Rahman aus Bangladesch.

## Persönliche Bestleistungen
- Hochsprung (Freiluft): 2,25 m, 28. Juni 2018 in Guwahati